# Francois Villanueva Paravicino
Francois Villanueva Paravicino (Ayacucho, 1989) es un escritor y articulista peruano. 

## Biografía
Estudió la carrera de Literatura y es egresado de la maestría en Escritura creativa de la Universidad Nacional Mayor de San Marcos. Fue galardonado en varios concursos como semifinalista de Premio Copé de Poesía y finalista del I Concurso Iberoamericano de Relatos BBVA-Casa de América "Los jóvenes cuentan". Es miembro de la Asociación de Escritores de Ayacucho. Tiene publicaciones en cuento, poesía y novela centrada en lo regional, lo intimista y la ciencia ficción. Su escritura forma parte significativa en la reciente literatura de Ayacucho. Es una de las voces más relevantes y prometedoras de la literatura peruana actual. 

## Obras
Cuentos
2017 Cuentos del Vraem 
2019 Cementerio prohibido
2022 Sacrificios bajo la luna
Novela
2018 Los bajos mundos
2024 Operación Catástrofe
Poesía
2018 El cautivo de blanco
2023 Los placeres del silencio
2025 Cantera de fuego